# Mordet på Oksana Makar
Mordet på Oksana Makar skedde den 8 mars 2012 i staden Mykolajiv i Ukraina. 
Oksana Makar (född 11 juni 1993) utsattes för en gruppvåldtäkt av tre förövare. I syfte att dölja sitt brott försökte de även döda henne och bränna upp hennes kropp. Trots allt lyckades hon överleva. På morgonen den 9 mars 2012 hittades Oksana av en förbipasserande och hon fördes till sjukhus med svåra brännskador. Trots intensivvård avled Makar den 29 mars 2012.
Oksana Makar kunde uppge gärningsmännens namn inför utredningsledaren och den 10 mars greps samtliga tre. Dock släpptes två av dem fria några timmar senare men greps återigen efter högljudda protester. Den 14 mars beordrade Ukrainas dåvarande president Viktor Janukovytj landets riksåklagare att säkerställa en fullständig och objektiv brottsutredning.
Den 27 november 2012 dömdes Jevhen Krasnoshchok (23) till livstids fängelse, Maxim Prysyazhniuk (24) till 15 års fängelse och Artem Pogosian (22) till 14 års fängelse.